# Ruben De Gheselle
Ruben De Gheselle (Gent, 1991) is een Belgische componist. Hij is gekend voor zijn filmmuziek en maakt daarnaast ook klassieke muziek voor orkesten en muziekensembles.

## Biografie
De Gheselle was reeds van in zijn tienerjaren geïnteresseerd in het schrijven van muziek. Op zijn 16 jaar was zijn muziek voor het eerst publiek te horen in een amateurtoneelopvoering in Gent onder leiding van Etienne De Ruyck.
Ruben De Gheselle volgde lessen aan het KASK & Conservatorium in Gent en behaalde in 2014 zijn master in muziektheorie en compositie. Hij kreeg er les van de dirigent Frank Nuyts. De Geheselle speelt zelf altviool. Na zijn studies begon hij te werken als componist, onder andere voor kortfilms  en animatiefilms, en volgde tegelijk een lerarenopleiding en een opleiding Bedrijfseconomie aan de Ugent, waarvan hij in 2017 zijn master behaalde. Na zijn studies werd hij docent aan het KASK & Conservatorium in Gent, in combinatie met zijn beroep als componist.
De Gheselle ontwikkelde zijn eigen stijl, die minimalistisch, intimistisch, magisch en zelfs hypnotiserend wordt genoemd.

### Filmmuziek
De Gheselle haalt zijn inspiratie uit visuele elementen zoals een schilderij of foto's die de sfeer van de film uitstralen en niet uit het script zelf. Zijn uitgangspunt  is dat de filmmuziek de visie van de regisseur moet weerspiegelen.
Aanvankelijk maakte hij vooral muziek voor animatiefilms, waaronder "Norman" van Robbe Vervaeke  in 2013, "Oma" van Karolien Raymaekers in 2014, “Beast” van Pieter Coudyzer in 2016 en Fighting Picasso van Robbe Vervaeke in 2018. Dit inspireerde hem voor het maken van muziek voor luisterverhalen voor kinderen en muziek voor kinderen. Daarnaast was hij ook actief als muziekcomponist voor kortfilms. Hij behaalde zijn eerste award in 2014 voor "Norman"  op het Europese Kortfilmfestival van Angers.
In 2020 componeerde hij de muziek voor de Amerikaanse documentaire "A Cops and Robbers Story", waarvoor hij zeer goede kritiek kreeg.  Hij schreef ook de soundtrack voor de film "Tiong Bahru Social Club" van de Singoperese regisseur Bee Tiam Tan.
In 2021 kreeg hij bekendheid met zijn muziek voor de magisch-realistische film "Clara Sola", het langspeeldebuut van Nathalie Alverez Mesén die hij had leren kennen op het filmfestival van Berlijn in 2017, waar ze beiden als jonge filmtalenten waren uitgenodigd.  Voor deze muziek keeg hij de Georges Delerue Award op het Filmfestival van Gent.  Aansluitend ontving hij voor deze film In 2022 de Ensor voor Belofte van het jaar en de “Grand Prix pour la Meilleure Musique Originale” op het filmfestival van Marseille.
In 2024 maakte hij de muziek voor de coming-of-age film "Young Hearts" van Anthony Schatteman.
De Gheselle componeerde in 2021 voor het eerst muziek voor een televisieserie, de VRT-serie ‘Lockdown’. In 2023 zorgde hij voor de muziek van  "Northern Lights" een Iers-Belgische coproductie die verschillende awards won.  Hij schreef ook de muziek voor drie series die in 2025 werden gelanceerd: de Ierse kinderserie "Showkids" en de Brits-Belgische dramareeks "Patience" en de Duitse serie "Naked".
In 2025 kwam hij in het nieuws voor zijn muziek in de documentaire "Rashid" van de regisseur Jasna Krajinovic. Daarvoor had hij al meegewerkt aan verschillende andere documentaires zoals "Ce qui nous lie" in 2021,de Portugese documentaire "Cum să fiu mort, dacă-s viu?" in 2023 en de Armeens-Amerikaanse documentaire "There Was, There Was Not" in 2024  .

### Klassieke muziek
Naast filmmuziek maakt Ruben De Gheselle ook klassieke muziek voor muziekensembles en koren. 
Hij componeerde onder andere muziek voor het Arditti Quartet, Graindelavoix, ICTUS, het Erasmus String Orchestra ,het Trio Khaldei, Dimlicht en Huelgas Ensemble. Met de concertreeks "Victoria" nam het Dimlicht Ensemble in 2016 deel aan de wedstrijd Supernova op de radiozender Klara. Voor het Gents Universitair Koor schreef hij in 2017 "Acquainted with the Night", een compositie voor koor, strijkorkest en piano. Hij schreef verschillende symfonieën die opgevoerd werden in onder ander het concertgebouw van Brugge, de Bijloke in Gent en de Miry Concertzaal in Gent, De Singel in Antwerpen en de Kölner Philharmonie.
Zijn compositie "Wildlands" was in 2019 laureaat van "De Keuze van Klara" (VRT Radio).

## Awards
- 2022: Grote Prijs voor de beste originele filmmuziek - Music & Cinema Marseille
- 2022: Ensor voor de belofte van het jaar - Filmfestival Oostende[29]
- 2021: Georges Delerue Award voor beste muziek - Filmfestival Gent

- 2020: Music Award @ Reale Film Festival for The Passerby

- 2019: De Keuze van Klara (VRT Radio) voor Wildlands[7]

- 2016: Prijs voor de beste originele muziek-  Muziek- en Filmfestival Annecy
- 2014: Award voor beste muziekcompositie - Europees Kortfilmfestival van Angers
- 2014: Emile Mathieu Prijs voor compositie - KASK